# Carlo Albacini

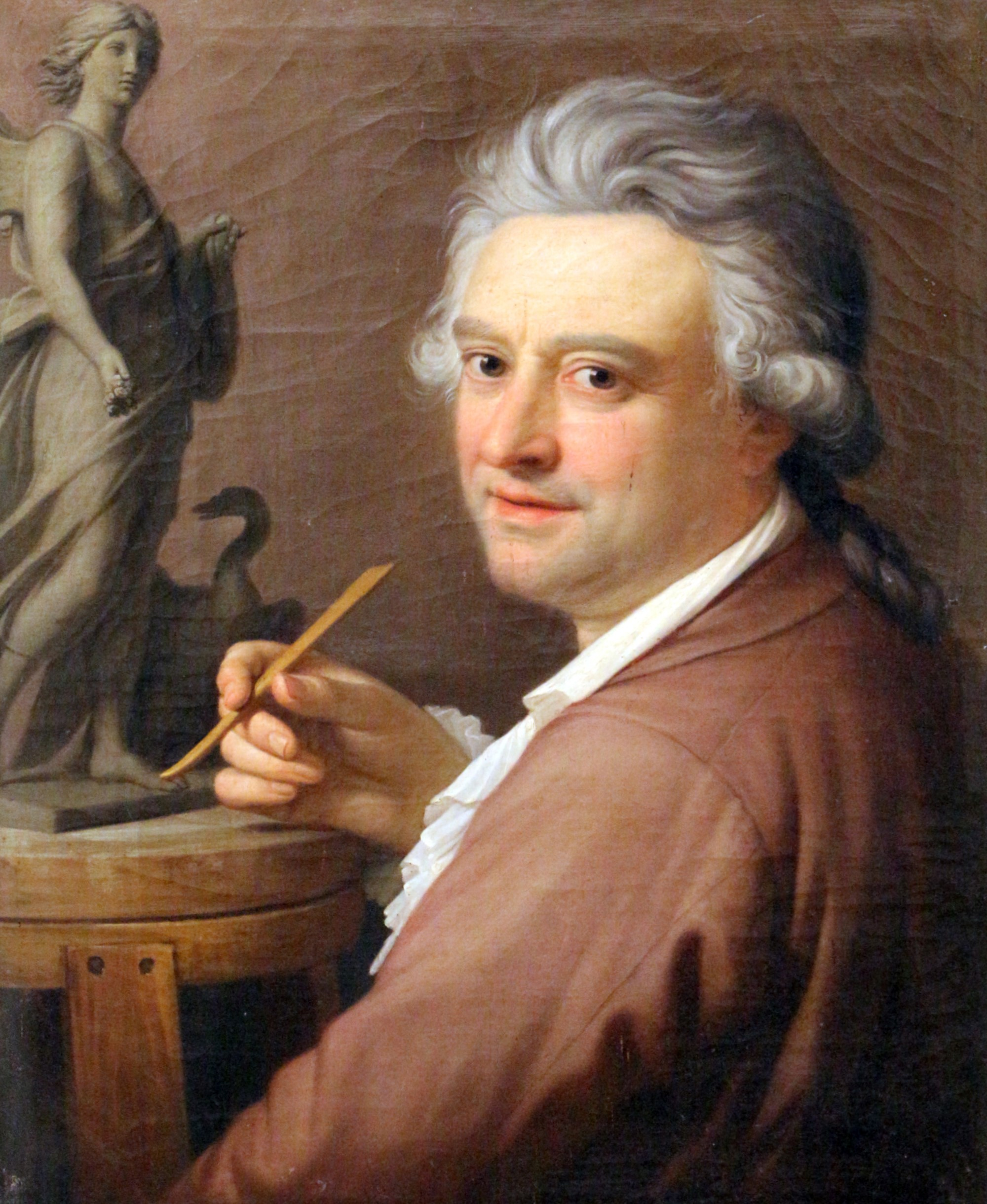
Carlo Albacini según un retrato atribuido a Stefano Tofanelli, Roma, Academia de San Lucas.

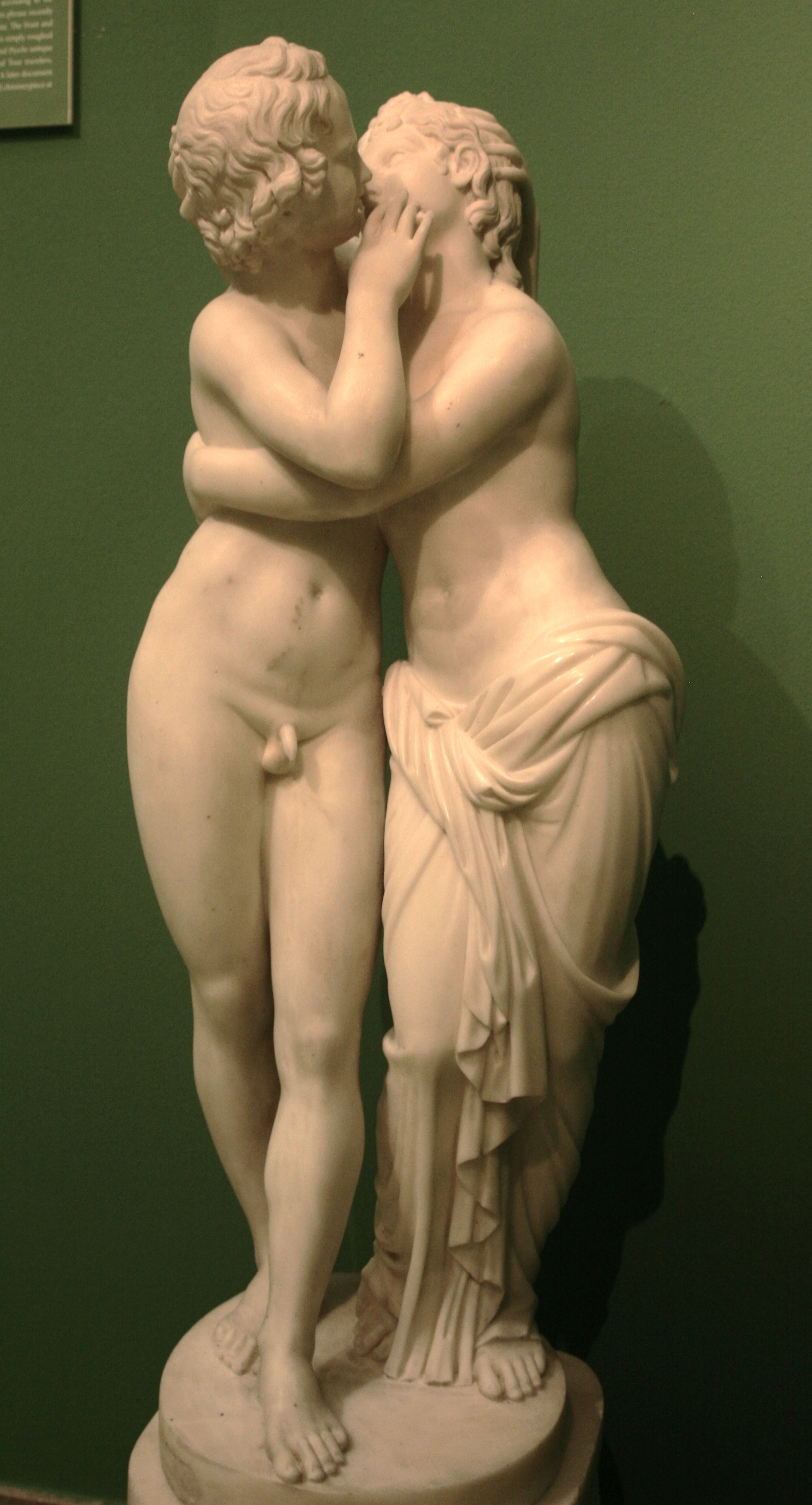
Carlo Albacini (atribuido), Amor y Psiquis, c. 1776. Mármol de Carrara, 72 x 29 x 24. Madrid, Real Academia de Bellas Artes de San Fernando. Procede de la «presa a los ingleses» en la fragata Westemorland.

Carlo Albacini (c., 1734-Roma, 1813), escultor italiano formado en el taller de Bartolomeo Cavaceppi y, como él, especializado en la copia y restauración de antigüedades grecorromanas.
La única noticia de sus primeros años y formación la proporciona un documento del Archivo del Vicariato de Roma de 1756 en que se le cita en el estudio de Cavaceppi como «giovanne di 22 anni». En 1783 ingresó como académico de mérito en la Academia de San Lucas de Roma.
Trabajó con frecuencia para el mercado inglés, por su amistad con el marchante Thomas Jenkins, encargándose de la restauración de gran parte de los mármoles antiguos que pasaron a Inglaterra y proporcionando copias a los viajeros del Grand Tour. Varias copias reducidas en mármol de Carrara conservadas en Madrid, en el Palacio Real y la Real Academia de Bellas Artes de San Fernando, tienen esa procedencia. Apresadas en 1783 con otras piezas artísticas en la fragata Westmorland y de antiguo atribuidas a Albacini, se trata de la Amazona, versión de la Amazona de Fidias), y Minerva, que viajaban en las cajas destinadas al banquero y anticuario Lyde Browne, y los grupos de Baco y Ariadna y Psiquis y Cupido besándose, este a partir del conocido grupo helenístico conservado en el Museo Capitolino, confiscadas en las cajas del duque de Gloucester. De estos dos grupos viajaban otras dos copias para Browne y bien estas, bien las de Gloucester, las empleó Juan de Villanueva en la decoración de una chimenea del Palacio Real, a lo que originalmente se destinaban estas copias reducidas.
Por encargo de la emperatriz Catalina II de Rusia hizo una copia en mármol (Museo del Ermitage) del muy admirado Grupo de San Ildefonso, descrito como Orestes y Pílades por Winckelmann, que pudo conocerlo a través del vaciado conservado en la Academia Francesa de Roma, pues en el momento que escribía el original ya hacía años que había sido trasladado España, y sería también ese vaciado el que sirviera a Albacini. Otra copia reducida en mármol hizo del Sileno con Baco niño (Louvre).
Al servicio de los Borbones de Nápoles, herederos de las colecciones de la familia Farnesio, de 1787 a 1800 se encargó bajo la dirección del anticuario Domenico Venuti de la limpieza y restauración de las antigüedades conservadas en la Farnesina, el Palazzo Farnese y Villa Madama de Roma para su traslado a Nápoles. Entre esas piezas, en su mayor parte conservadas en el Museo Arqueológico Nacional de Nápoles, estaban la monumental Flora, a la que sustituyó la mano izquierda con la guirnalda por otra con un ramo y la cabeza del siglo XVI por otra que se creyó podía haber sido la original, pero que motivó algunas críticas por resultar la figura con ella en exceso rígida, lo que llevó a Albacini a crear una cabeza enteramente nueva, ahora perdida, la célebre escultura, de más de tres metros, del Hércules Farnesio, a la que restituyó las piernas originales sustituyendo las que tras su hallazgo le había hecho Guglielmo della Porta por recomendación de Miguel Ángel, y los Cautivos Farnesio, así como la Venus Calipigia, en la que hizo correcciones en la cabeza, los brazos y una pierna atendiendo a los críticos, que acusaban la torpeza de la anterior restauración de la cabeza y la cortedad de los brazos.
Carlo Albacini reunió una numerosa colección de moldes de yeso con cabezas y bustos grecorromanos, algunos procedentes de la colección formada por su maestro. Vendida en 1838 por su hijo Filippo, hasta ciento cincuenta de esas cabezas se encuentran en la National Gallery of Scotland.